# Iglesia de San Lorenzo (Ciudad de México)
La Iglesia de San Lorenzo es un templo ubicado en el Centro Histórico de la Ciudad de México. El actual edificio fue construido en el siglo XVII y remodelado a finales del siglo XVIII y formaba parte del convento del mismo nombre fundado en 1598 y que pertenecía a la Orden de San Jerónimo. Fue declarada monumento histórico el 9 de enero de 1931.

## Historia
La cédula de su fundación fue firmada por el rey Felipe II el 14 de noviembre de 1598 y contó con el patrocinio del matrimonio formado por María Saldivar y Mendoza y Santiago del Riego. La iglesia original fue dañada durante la inundaciones y fue necesario derribarla. La nueva iglesia fue construida de 1643 a 1650 por el arquitecto Juan Gómez de Trasmonte y de 1779 a 1785 fue reparada por daños que causaban las inundaciones y el desborde de la cercana acequia de Santo Domingo, (actual calle república de Perú) y por el alto costo del mantenimiento del alfarje original. El encargado de las obras fue el maestro en arquitectura José Joaquín García de Torres,, quien reemplazó el alfarje por bóvedas de mampostería con cúpula y construyó la actual fachada, que presenta una extraña mezcla de estilos con su disposición barroca y sus columnas y elementos neoclásicos. El campanario de la iglesia se derrumbó en un terremoto de 1845. 
Con la aplicación de las leyes de reforma en 1865, las monjas Jerónimas dejaron el convento y para 1867 el presidente Benito Juárez decreta la creación de la Escuela Nacional de Artes y Oficios para Hombres (ENAO) que se establece un año después en el claustro del convento. La escuela cambió de nombre en varias ocasiones. En 1916 a Escuela Práctica de Ingenieros Mecánicos y Electricistas (EPIME). En 1921 a Escuela de Ingenieros Mecánicos y Electricistas (EIME). En 1932 a Escuela Superior de Mecánicos y Electricistas (ESME) y casi inmediatamente adopta el nombre que hasta la fecha conserva, el de Escuela Superior de Ingeniería Mecánica y Eléctrica (ESIME).
En la década de 1930 el claustro del convento fue totalmente remodelado con el fin de ampliar y adecuar las instalaciones a las necesidades de la ESIME: Entre otras modificaciones se le agregó un nivel al edificio y la fachada de la portería del exconvento fue destruida, sustituyéndola por una tipo industrial, sin adornos y con vanos de bloques de vidrio en lugar de ventanas. Años más tarde, el edificio resultó dañado por el terremoto de 1985 y fue necesario demoler el nivel agregado y se buscó construir una nueva fachada para el edificio, después de revisar varios proyectos, se construyó una fachada con tezontle, adornos de cantera y aplanados que imita la fachada del exconvento de finales del siglo XIX de la cual se tenía un registro fotográfico y es la que actualmente puede verse sobre la calle de Allende.
En 1940 la iglesia sufrió un incendio en el cual fue destruido el altar mayor de estilo neoclásico. En 1954 fue asignado como párroco de la iglesia el sacerdote exiliado de origen vasco Ramón de Ertze Garamendi, quien era doctor en sociología y ciencias políticas por la Universidad de Lovaina y profesor de derecho internacional en la Universidad Nacional Autónoma de México y de derecho canónico en la Universidad Iberoamericana. De 1954 a finales de 1955 el padre Garamendi emprendió un novedoso proyecto de restauración de la iglesia, en el cual participaron los arquitectos Ricardo de Robina, Jaime Ortiz Monasterio y el escultor Mathias Goeritz. Durante esta intervención se retiraron los aplanados del interior y se implementaron novedades como cableado oculto para la iluminación y un sistema de sonido para el templo, también con cableado oculto. El resultado de la remodelación fue una novedosa armonía entre el arte contemporáneo minimalista y la antigua arquitectura virreinal,.

## Descripción del templo
El templo es de una sola nave y rompiendo con la costumbre de los conventos de monjas cuenta con una sola fachada, -inspirada en la fachada de la iglesia de la enseñanza- la cual cuenta con una portada de dos cuerpos, elaborada en cantera en su totalidad. El primer cuerpo presenta columnas toscanas, y está rematado con una cornisa mixtilínea con tres nichos. En el segundo cuerpo, se encuentra una escultura de Agustín de Hipona, enmarcada por una ventana con molduras. El conjunto escultórico de la fachada es de gran calidad. Al interior del templo la iglesia presenta contrafuertes, ya que la bóveda fue agregada y 
destacan el relieve de la anunciación en el antepecho del coro alto por su gran calidad, así como la bóveda del coro bajo, formada por una enorme venera. Desgraciadamente el proyecto de renovación de 1955 se ha ido alterando por el agregado de imágenes y elementos ajenos a la idea original, así como el reemplazo de la iluminación original por lámparas inadecuadas y deterioro del mobiliario.

## Patrimonio
En materia de monumentos históricos muebles, la iglesia cuenta con dos elementos del siglo XVIII, que son el altar principal, elaborado en madera labrada y dorada, y el púlpito, también elaborado en madera labrada.

### La Obra de Mathias Goeritz
Durante la restauración realizada a finales de los años 50, Mathias Goeritz realizó varias obras importantes: El relieve titulado "La Mano de Dios" en el ábside de la iglesia, inspirada en la mano del cristo crucificado del retablo de Isenheim, realizado por el pintor Alemán Matthias Grünewald en el siglo XVI. 
Goeritz también realizó los vitrales en colores azul y amarillo de las ventanas de la iglesia, así como los vitrales de la cúpula y la linternilla los cuales presentan coloridos diseños abstractos inspirados en la vida de San Lorenzo Mártir. Los vitrales fueron elaborados en la Fabrica de Vidrio de Carretones del barrio de la Merced que fue puesta a disposición del escultor por su dueño el doctor Francisco Ávalos y donde también fueron fabricados años más tarde los vitrales de la Catedral Metropolitana
| Mathias Goeritz |                       |
|                 |                       |
| La Mano de Dios | Vitrales de la cúpula |

## Restos del convento
Existen restos de la estructura del convento en algunos edificios que se construyeron a finales del siglo XIX en las dependencias del convento, como en los edificios de la antigua ESIME y en el estacionamiento público ubicado en la calle de Perú número 19 donde se conservan una barda y una arquería tapiada y en mal estado. Sobre la calle de Allende, se conservan algunos muros en la casa marcada con el número 46 y un patio delimitado por muros que forma la planta baja de la casa del pórtico, ubicada en número 48.

## Galería de Imágenes

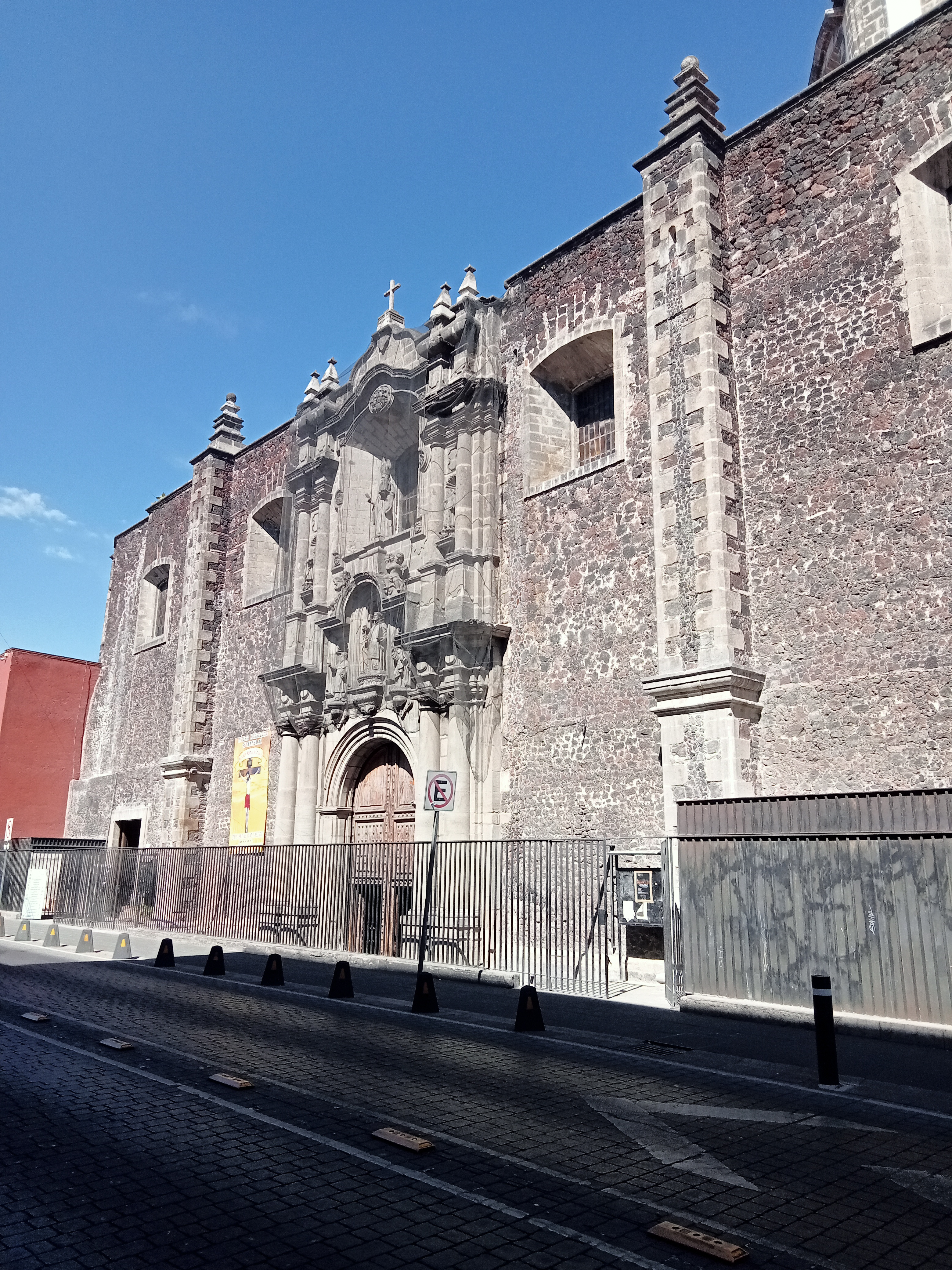
Vista Lateral
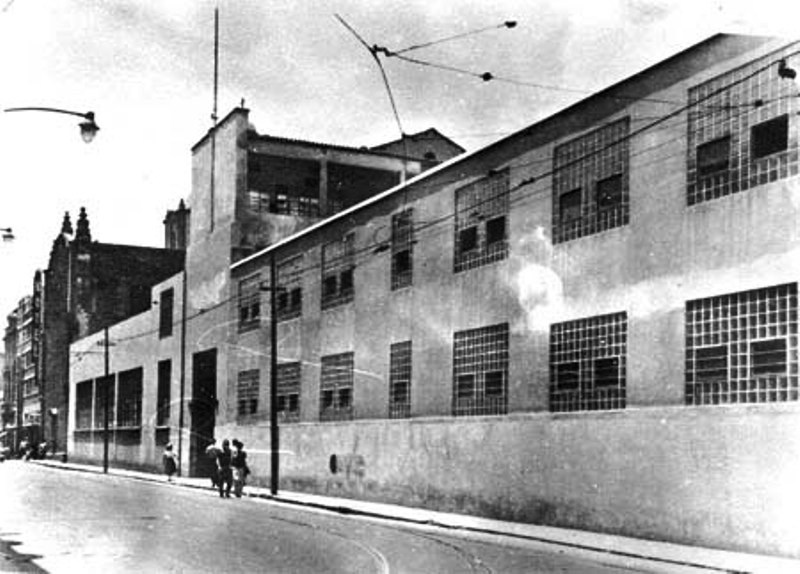
Fachada de la ESIME en la década de 1950
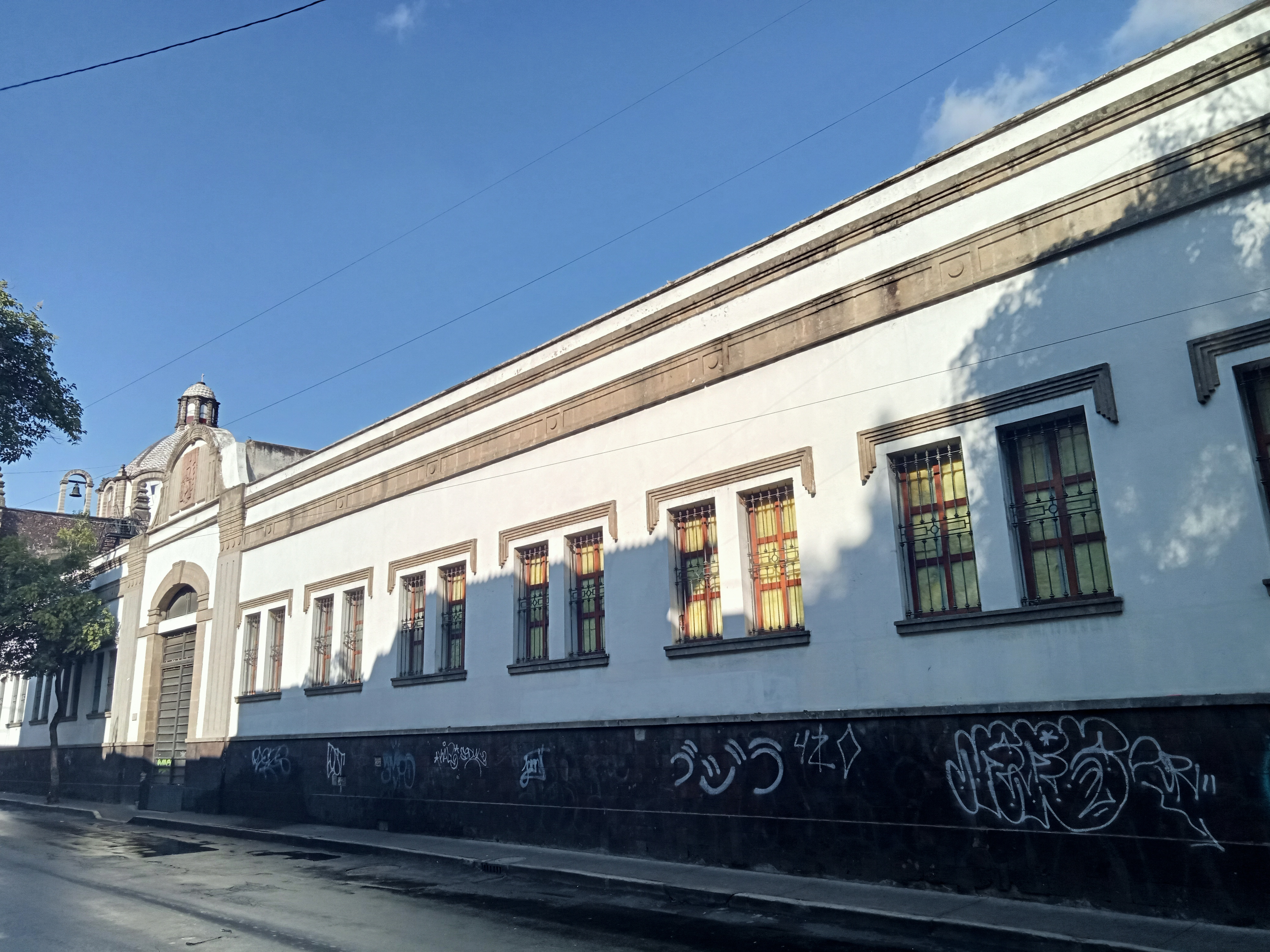
Fachada actual de la ESIME en la calle de Allende
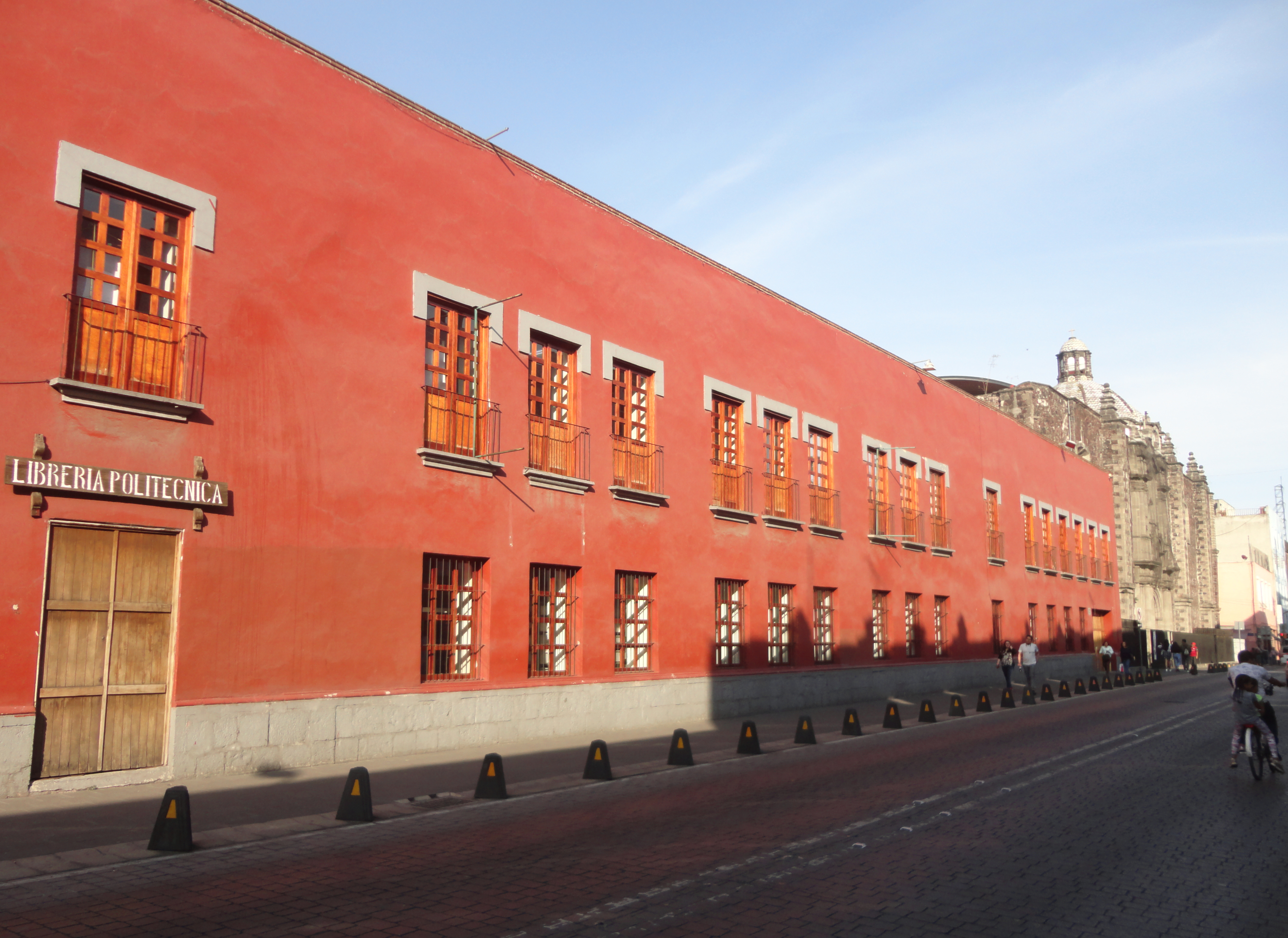
Fachada de la ESIME en la Calle Belisario Domínguez
La iglesia antes de la remodelación de 1955
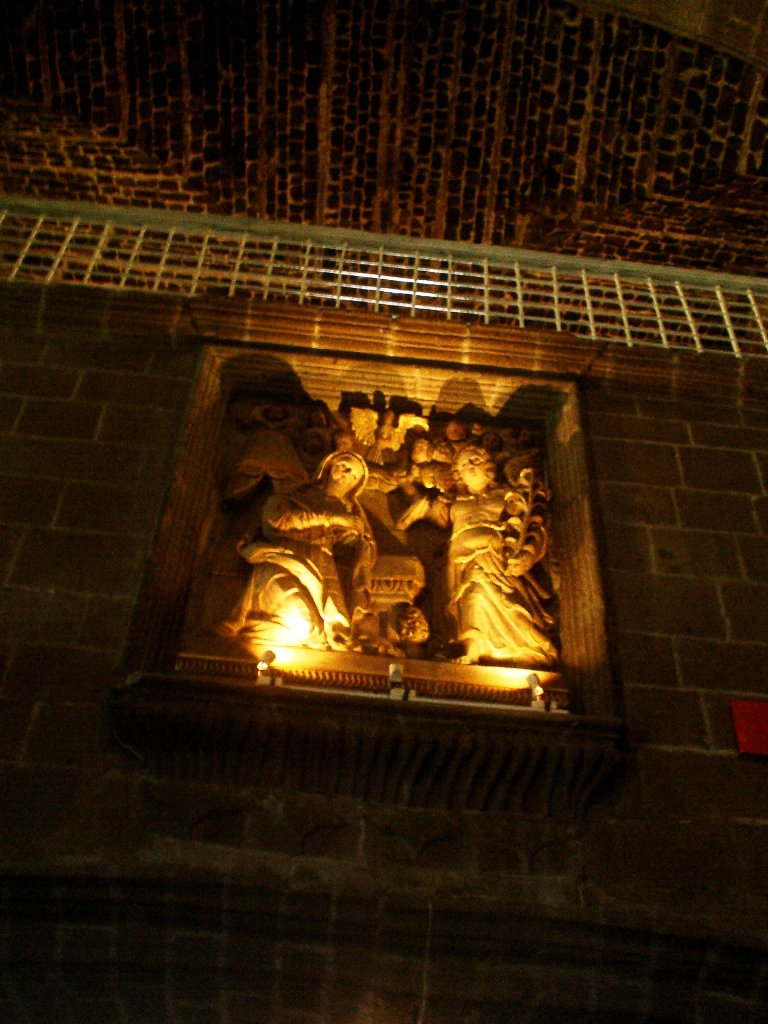
Relieve de la Anunciación
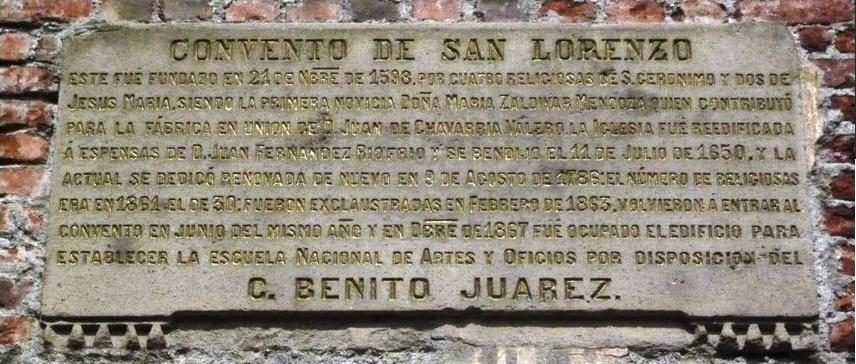
Placa en la antigua ESIME